# Raincloud
«Raincloud» es una canción interpretada por Lighthouse Family y publicada por el dúo como el primer sencillo Pop en el álbum Postcards from Heaven. La canción fue producida por Mike Peden. Fue el segundo sencillo de octubre de 1997 alcanzando el Top 10 en el Reino Unido.
Junto a Raincloud se añadió otra pista de título From Desert to a Beach. Esta canción no se incluye en ninguno de los álbumes publicados por el grupo sino en un recopilatorio aparte de Relaxed & Remixed.

## Pistas y formatos
| #               | Título                                    | Duración |
| --------------- | ----------------------------------------- | -------- |
| UK CD single #1 |                                           |          |
| 1.              | "Raincloud" (7" edit)                     | 4:06     |
| 2.              | "Raincloud" (D'Influence remix edit)      | 4:27     |
| 3.              | "From a Desert to a Beach"                | 4:28     |
| 4.              | "Raincloud" (Basement Boys Paradox vocal) | 8:11     |

| #               | Título                                     | Duración |
| --------------- | ------------------------------------------ | -------- |
| UK CD single #2 |                                            |          |
| 1.              | "Raincloud" (7" edit)                      | 4:05     |
| 2.              | "Raincloud" (Mark!'s Tribal Madness vocal) | 9:16     |
| 3.              | "Raincloud" (Mark!'s Tribal Madness dub)   | 7:30     |
| 4.              | "Raincloud" (Basement Boys Paradox dub)    | 6:42     |

## Posicionamiento
| Listas (1997)             | Posición |
| ------------------------- | -------- |
| UK Singles Chart          | 6        |
| Eurochart Hot 100 Singles | 34       |

| Listas (1998)                 | Posición |
| ----------------------------- | -------- |
| Australia Singles Chart       | 29       |
| Lista de sencillos de Francia | 47       |
| Lista de sencillos de Holanda | 71       |